# Jahmyr Gibbs
Jahmyr Gibbs (Dalton, Georgia; 20 de marzo de 2002) es un jugador profesional estadounidense de fútbol americano que se desempeña en la posición de running back en Detroit Lions, en la National Football League (NFL).

## Carrera
Hizo su debut profesional con el equipo Detroit Lions, lleva jugando una temporada, comenzó en el 2023.